# اعتماد (فیلم ۱۹۹۰)
«اعتماد» (انگلیسی: Trust) فیلمی در ژانر کمدی رمانتیک به کارگردانی هال هارتلی است که در سال ۱۹۹۱ منتشر شد. از بازیگران آن می‌توان به آدرین شلی، مارتین دونوان، و ادی فالکو اشاره کرد.